# ロシアによるアメリカ大陸の植民地化
ロシアによるアメリカ大陸の植民地化（ロシアによるアメリカたいりくのしょくみんちか、英: Russian colonization of the Americas）は、ロシア帝国が主に北アメリカ大陸太平洋岸の領有権を主張した1732年から1867年まで行われた。ロシアは北アメリカの天然資源の交易（特に毛皮交易）を行い、これを海路および陸路を通じてロシアに運ぶために、遠征隊を後援し、植民事業を維持した。併せて開拓地や防衛のための前進基地を維持した。植民地は主に今日のアラスカ州に設立され、ハワイ州やカリフォルニア州北部に達した者もいた。しかし1867年、アメリカ合衆国がロシアのツァーリからの申し出を受け容れ、アラスカのロシア植民地を720万ドルで購入した。アラスカ購入と言われる。これによって北アメリカにおけるロシア帝国の植民地経営は終わった。

## 探検
ヨーロッパ人が初めてアラスカ海岸を目にしたのは1732年のことだった。それはロシアの海洋探検家イワン・フョードロフが、ユーラシアの東端であるデジニョフ岬からベーリング海峡を隔てたプリンスオブウェールズ岬近くの海上から眺めたのであり、上陸はしなかった。1741年、ヴィトゥス・ベーリングとアレクセイ・チリコフによるロシア探検隊がアラスカ南部に上陸したのがヨーロッパ人の最初の足跡になった。1774年から1800年に掛けて、スペインも太平洋岸北西部における領有権を確保するために、アラスカへの数回の遠征を行った。スペインの領有権主張は19世紀に入った時点で放棄された。1803年から1806年にルミアンツェフ伯爵が、イワン・クルゼンスターンとニコライ・レザノフの合同指揮によるロシア初の世界周航を後援した。さらに1814年から1816年の「リューリク」の世界周航航海に装備を調える推進者となった。この航海で、アラスカやカリフォルニアの植物相や動物相に関する内容のある科学的情報を手に入れ、またとりわけアラスカとカリフォルニアに住む重要な先住民に関する情報も入った。

## 交易会社
ヨーロッパ諸国の中でロシア帝国は、海岸遠征や領土獲得のための植民を国家が支援しなかった数少ない帝国だった。アメリカ大陸における活動を後援するために初めて国家が保護した交易会社は、グリゴリー・シェリホフとイワン・ラリノビッチ・ゴリコフによるシェリホフ・ゴリコフ会社だった。1780年代には他にも多くの会社がロシア領アメリカで活動した。シェリホフはロシア政府に排他的支配権を請願したが、1788年にエカチェリーナ2世は既に占領した地域のみの独占権を認める決断をした。他の交易業者はそれ以外のどこでも自由に競合することができた。エカチェリーナ2世の決断は1788年9月28日に皇帝宣言として発布された。
シェリホフ・ゴリコフ会社が露米会社（ロシア・アメリカ会社）の基礎となった。その認証は新ツァーリのパーヴェル1世による1799年宣言で行われ、これによればアリューシャン列島と北緯55度線より北の北アメリカ本土のロシア領アメリカにおける独占的交易権を与えていた。露米会社はロシア初の共同持ち株会社であり、ロシア帝国商務省の直接管轄下に入った。シェリホフ・ゴリコフ会社以来、アラスカ交易はイルクーツクを本拠とするシベリアの商人達が担っており、彼らが露米会社の当初の主要な株主であったが、間もなくサンクトペテルブルクを地盤とするロシア貴族がこれに替わった。露米会社は現在のアラスカ州、ハワイ州およびカリフォルニア州に開拓地を建設した。

## 植民地
ロシアによる最初のアラスカ植民地は1784年にグリゴリー・シェリホフが設立した。その後ロシア人探検家や開拓者がカムチャツカ半島のペトロバブロフスクを起点に、アリューシャン列島、アラスカ本土、ハワイおよび北カリフォルニアに交易拠点を築いていった。

### アラスカ
露米会社はラッコ猟とその毛皮の交易のためにニコライ・レザノフが、その影響力を使って1799年に結成した。ロシア領アメリカ植民地の最盛期人口は約4万人だったが、その大半は先住民のアレウト族だった。ここでロシア正教会を設立するときに聖人ジュブナリー・オブ・アラスカ（Ювеналий Аляскинский）が中心になった。

### ブリティッシュコロンビア
ロシアは次に現在のブリティッシュコロンビア州まで探検し、交易用前進基地や狩猟用開拓地を建設した。後にイギリス帝国やアメリカ合衆国との条約で、その境界は北に移動した。

### ハワイ
1815年、ドイツ人の医者で露米会社の代理人であるゲオルク・アントン・シェッファーがハワイを訪れ、カウアイ島の首長カウムアリが手に入れた商品を引き取った。このときにハワイ王室の政争に巻き込まれることになった。カムエライ国王はロシアの援助でそのカウアイ王国の主権を取り戻し操作しようとしていた。カウムアリはカウアイに関してロシア・ツァーリ、アレクサンドル1世の保護を認める「条約」に署名した。1817年から1853年、現在のカウアイ郡ワイメアの地、ワイメア川近くに、カウアイ島でロシアが維持した3つの砦の1つ、エリザベス砦があった。

### カリフォルニア
北カリフォルニアのボデガ湾近くに、前衛基地としてフォート・ロスが1812年に建設された。ロシアは1841年まで砦を維持したが、その後は放棄した。この砦は現在、アメリカ合衆国国家歴史登録財の歴史建造物に指定されている。サンフランシスコの北150キロメートルのフォート・ロス州立歴史公園の中にある。
スペインはロシア植民地の進出が気になり、ラス・カリフォルニアス植民地を設立して、プレシディオ（砦）、プエブロ（町）および伝道所を造っていった。メキシコが独立を果たした後、1836年にソノマ伝道所を廃止して要塞化し「ソノマ・プレシディオ」とした。そしてアルタ・カリフォルニア植民地の「北方フロンティア指揮官」としてマリアーノ・グアダルーペ・ヴァレホ将軍を派遣した。ソノマ・プレシディオはメキシコ最北端の要塞であり、ロシアの南進を止める役割が与えられた。このプレシディオと伝道所は文化財として保護されており、ソノマ市の観光地になっている。
1920年、南カリフォルニアのサンフェルナンド・バレーにあるサンフェルナンド伝道所近くのオレンジ農園で重量45キログラムの教会の鐘が出土した。この鐘にはロシア語の銘文があった。これを翻訳すると「1796年1月、この鐘はコディアク島で、アレクサンドル・バラノフの滞在中にアラスカのジュブナリーの恩恵によって鋳造された」となっていた。このコディアックのロシア正教教会の鐘が、アラスカのコディアック島から南カリフォルニアのローマ・カトリック伝道所までどのようして運ばれたかは不明である。これがそこにあるということは、環太平洋地域にそってロシア人の活動が拡がり、スペインの植民地文化、さらには先住民とその文化と接触していたことを裏付けている。

## スワード買収
ロシアの植民地は主として輸送費のためにあまり利益に繋がることがなかった。さらにロシアは財政的な問題を抱えており、将来特にイギリスとの間に起こり得る紛争で、補償もなしにアラスカを失うことを恐れていた。ロシアは、イギリスとの紛争が起こったとき、アラスカの守りに難い地域が人口の多いブリティッシュコロンビアからの格好の標的になり、容易く占領されると考えた。アメリカ南北戦争で北軍が勝利した後、ロシアのツァーリ、アレクサンドル2世は駐アメリカ合衆国ロシア大使エドゥアルド・デ・ステッケルに対し、1867年3月からアメリカ合衆国国務長官ウィリアム・スワードと交渉に入ると伝えた。スワードの強い奨めによってアメリカ合衆国上院がアラスカ購入と呼ばれるこのロシア帝国からの買収案を承認した。その対価は1エーカー (4,000 m2) 当たり2セント、総額で720万ドル、譲渡日は1867年4月9日付けとなった。このときの支払済み小切手がアメリカ国立公文書記録管理局に保存されている。
現在のロシア連邦とその前身のソビエト連邦では、1867年のアラスカ購入でアラスカはアメリカ合衆国に売ったのではなく、99年（1966年まで）あるいは150年（2017年まで）リースで賃貸したのであり、ロシアに返還されるという話がメディアで定期的に出てくる。しかしアラスカ購入条約は絶対的に明白であり、ロシアがその領土を割譲することを完全に合意している。
ソビエト連邦は初めてアラスカを目視し、アラスカすなわちロシア領アメリカの領有を宣言した時から250周年を記念し、1990年と1991年に一連の記念貨幣を発行した。その記念貨幣は両年とも銀貨、プラチナ貨およびパラジウム貨があった。

## 遺産

### ロシア正教会
アラスカの聖ゲルマン（ハーマン）、アラスカの聖インノケンティ、ピーター・ザ・アレウトのような聖人が、アラスカにおけるロシア正教会の伝道に大きく寄与した。1970年にロシア正教会から独立正教会としての地位を認められたアメリカ正教会の歴史は、このようなロシア領アメリカの初期ロシア人宣教師団に歴史を遡ることができる。
インノケンティ主教は、当時文字の無かったアレウト語の表記法も考案し、アレウト人に対する宣教を精力的に行った。この時のアレウト語研究、アレウト人の民俗に関する研究は、現代においても貴重な資料となっている。ティーホン主教は北米における伝道の拠点をニューヨークに移し、アラスカ以外の、ロシアと直接結び付かない地域に伝道範囲を拡張した。
インノケンティはのちにモスクワ府主教となり、ティーホンはのちにモスクワ総主教となった。